# Unitarietat
En la física quàntica, la unitarietat és una restricció sobre l'evolució permesa de sistemes quàntics que assegura que la suma de les probabilitats de tots els possibles resultats de qualsevol esdeveniment sempre és 1.
Més precisament, l'operador que descriu el progrés d'un sistema físic en el temps ha de ser un operador unitari. Quan el hamiltonià és independent del temps l'operador unitari és {\displaystyle e^{-i{\hat {H}}t}}.
De la mateixa manera, la matriu S que descriu com els canvis en el sistema físic en un procés de dispersió han de ser un operador unitari, això implica el teorema òptic.
En teoria quàntica de camps generalment s'utilitza una descripció matemàtica que inclou partícules fonamentals no físiques, tals com a fotons longitudinals. Aquestes partícules no han d'aparèixer com els estats finals d'un procés de dispersió. La unitarietat de la matriu S i el teorema òptic en particular implica que aquestes partícules no físiques no han d'aparèixer com a partícules virtuals en estats intermedis. La maquinària matemàtica que és utilitzada per assegurar això inclou simetria gauge i de vegades també els fantasmes de Faddeev–Popov.
La unitarietat d'una teoria és necessària per a la seva consistència, el terme és de vegades també usat com a sinònim per a la consistència i de vegades és usat per a altres condicions necessàries per a la consistència, en particular la condició que el hamiltonià està delimitat des de baix. Això significa que hi ha un estat de mínima energia (anomenat l'estat fonamental o estat de buit). Això és necessari perquè es mantinga el segon principi de la termodinàmica.
En la física teòrica, una unitarietat lligada és qualsevol desigualtat que segueix de la unitarietat de l'operador d'evolució, és a dir, des de la declaració que les probabilitats són nombres entre 0 i 1, que la seva suma es conserva.
Segons el teorema òptic, la part imaginària d'una amplitud de probabilitat Im(M) d'una dispersió cap endavant de 2 cossos està relacionada amb la secció eficaç total de dispersió, llevat de factors numèrics. Com el valor de {\displaystyle |M|^{2}} per al procés de dispersió cap endavant és un dels termes que contribueix a la secció eficaç total, no pot excedir la secció eficaç total, és a dir Im(M). La desigualtat {\displaystyle |M|^{2}\leq {\mbox{Im}}(M)} implica que el nombre complex M ha de pertànyer a un determinat disc en el pla complex. Límits similars d'unitarietat impliquen que les amplituds i seccions eficaces no poden augmentar massa ràpid en funció de l'energia o han de disminuir tan ràpid d'acord amb una certa fórmula.